# حسين أباد (بيرم)
حسين أباد (بالفارسية: حسین‌آباد]) (بالإنجليزية: Hoseynabad)‏، قرية في ناحية بيرم (بالفارسية: بخش بيرم)، قسم بلاده الريفي، مقاطعة لارستان، محافظة فارس، إيران. يبلغ عدد سكانها حسب إحصاء عام 2006 ميلادية 192 نسمة في 49 عائلة.